# Parydra quadrituberculata
Parydra quadrituberculata är en tvåvingeart som beskrevs av Friedrich Hermann Loew 1862. Parydra quadrituberculata ingår i släktet Parydra och familjen vattenflugor. Inga underarter finns listade i Catalogue of Life.